# Теннис на Играх Содружества 2010

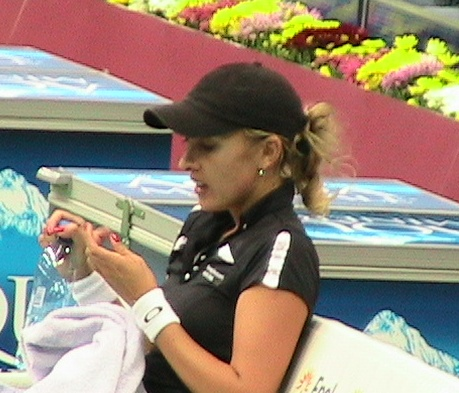
Анастасия Родионова из Австралии выиграла два золота и серебро в соревнованиях турнира.

Соревнования по теннису на XIX играх Содружества прошли с 4 по 10 октября, выявив обладателей пяти комплектов медалей.

## Общая информация
В 2010 году теннис дебютирует в программе взрослых игр Содружества.
Желание организаторов провести теннисный турнир именно в эти сроки, привело к тому, что некоторые сильнейшие спортсмены, потенциально могшие участвовать в соревнованиях, отказались от этого в пользу турниров под эгидой WTA и ATP.
В итоге к участию в соревнованиях всё же удалось привлечь некоторые ведущих спортсменов: Австралию представляли Петер Лучак, Анастасия Родионова, Пол Хенли; Англию — Росс Хатчинс, Кен Скупски; Индию — Рохан Бопанна, Махеш Бхупати, Сомдев Девварман, Саня Мирза, Леандер Паес; Пакистан — Айсам-уль-Хак Куреши; Шотландию — Колин Флеминг.
Итоговый список участников турнира определён 3 сентября 2010 года.

## Обзор
Сверхзвёздная команда хозяев в итоге взяла лишь одно золото — Сомдев Девварман выиграл одиночный турнир у мужчин. В то время как Саня Мирза проиграла в финале своего одиночного турнира, дуэт Паес / Бхупати взял только «бронзу», а дуэт Паес / Мирза и вовсе проиграл на стадии четвертьфинала.
Отлично проявила себя австралийская команда: Анастасия Родионова дошла до финала во всех трёх соревнованиях и взяла два «золота»; Пол Хенли и Петер Лучак первенствовали в соревнованиях мужских дуэтов, переиграв в полуфинале Паеса и Бхупати; женский парный финал и вовсе вышел чисто австралийским.
Лишь единожды в трио сильнейших пробились представители Шотландии — Джоселин Рэй и Колин Флеминг оказались лучшими в соревнованиях смешанных пар.
Первые номера посева оказались в призёрах всех пяти соревнований — на их счету 3 «золота», 1 «серебро» и 1 «бронза».

## Спортивные объекты
- Теннисный комплекс имени Радж Кумара Ханна (игровые корты, 6 тренировочных кортов)
- Siri Fort Sports Complex (9 тренировочных кортов)

## Медали

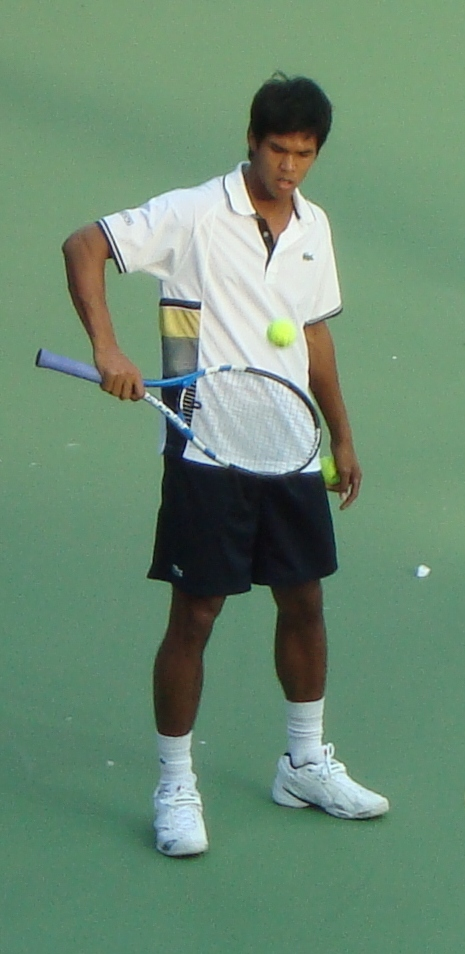
25-летний Сомдев Девварман — чемпион одиночного турнира у мужчин.

### Медалисты
| Категория                 | Золото                         | Серебро                       | Бронза                      |
| Одиночный разряд, мужчины | Сомдев Девварман               | Грег Джонс                    | Мэттью Эбден                |
| Парный разряд, мужчины    | Пол Хенли Петер Лучак          | Росс Хатчинс Кен Скупски      | Махеш Бхупати Леандер Паес  |
| Одиночный разряд, женщины | Анастасия Родионова            | Саня Мирза                    | Салли Пирс                  |
| Парный разряд, женщины    | Анастасия Родионова Салли Пирс | Оливия Роговска Джессика Мур  | Саня Мирза Рушми Чакраварти |
| Смешанный парный разряд   | Джоселин Рэй Колин Флеминг     | Анастасия Родионова Пол Хенли | Сара Борвелл Кен Скупски    |

### Медальный зачёт
Жирным выделено наибольшее количество медалей в своей категории; страна-организатор также выделена.
| Общее количество медалей | Общее количество медалей | Общее количество медалей | Общее количество медалей | Общее количество медалей | Всего |
| ------------------------ | ------------------------ | ------------------------ | ------------------------ | ------------------------ | ----- |
| Место                    | Страна                   | Золото                   | Серебро                  | Бронза                   | Всего |
| 1                        | Австралия                | 3                        | 3                        | 2                        | 8     |
| 2                        | Индия                    | 1                        | 1                        | 2                        | 4     |
| 3                        | Шотландия                | 1                        | 0                        | 0                        | 1     |
| 4                        | Англия                   | 0                        | 1                        | 1                        | 2     |
| Всего медалей            | Всего медалей            | 5                        | 5                        | 5                        | 15    |